# Решетарево
45°28′ пн. ш. 15°27′ сх. д. / 45.47° пн. ш. 15.45° сх. д.
Решетарево (хорв. Rešetarevo) — населений пункт у Хорватії, в Карловацькій жупанії у складі громади Нетретич.

## Населення
Населення за даними перепису 2011 року становило 42 осіб.
Динаміка чисельності населення поселення: